# Kristin de Bagration-Mukhrani
Princezna Kristin de Bagration-Mukhrani (gruzínsky: ქრისტინე ძიძიგური) je socioložka, modelka a bývalá účastnice soutěží krásy. Uzavřením sňatku s princem Juanem de Bagration-Mukhrani se přivdala do rodu Mukhraniů, jedné z větví dynastie gruzínských Bagrationů. 

## Dětství a vzdělání
Kristin Dzidziguri se narodila 20. září 1989 v Tbilisi. Dostalo se jí kvalitního vzdělání v Gruzii a na vysokou školu se vydala do Francie. Studovala francouzskou kulturu a civilizaci na Sorbonně, než se vrátila do Tbilisi, kde pokračovala ve studiích, tentokrát sociologie.

## Modeling
Kromě akademické sféry a studií trávila čas modelingem. V roce 2008 získala titul Vice Miss Gruzie a o dva roky později se umístila na prvním místě v soutěži Miss Gruzie. Díky tomuto úspěchu se jí otevřely dveře do mezinárodních soutěží krásy, účastnila se například Miss Tourism International. V té době době patřila mezi nejžádanější a nejlépe placené gruzijské modelky a dokonce podepsala smlouvu se City Models a často pózovala pro značku Christian Dior.

## Manželství
V roce 2014 se seznámila s rozvedeným princem Juanem de Bagration-Mukhrani (narozen 1977), členem rodu Mukhraniů. Tato rodina je jednou z přeživších větví dynastie Bagrationů, která formálně vládla Gruzii, dokud nebyla v 19. století dobyta Ruskou říší.
Kristýna s Juanem se vzali 10. května 2014 ve španělské Rondě, měli civilní obřad.
Pár plánoval také církevní obřad, ale ten se nejprve odložil kvůli komplikované společenskopolitické situaci v Gruzii, poté kvůli zhoršujícímu se zdraví Juanova otce prince Bagrata de Bagration y de Baviera a po jeho smrti 20. března 2017 byl vyhlášen roční smutek, který odsunul obřad o dalších dvanáct měsíců. Manželé se tak dočkali církevního obřadu až v červnu roku 2018, ceremonie se konala v ortodoxní katedrále Svetitskhoveli. Den před svatbou obdrželi manželé požehnání od Ilia II. Gruzínského, nejvyšší hlavy gruzijské katolické církve.
Po církevním obřadu se pár vydal na líbánky do Indonésii, kde se zúčastnil mezinárodního květinového festivalu ve městě Tomohon a zároveň vykonal oficiální zahraniční návštěvu.
V roce 2021 se královskému páru narodil syn Bagrat de Bagration-Mukhrani.